# Валентин Распутин
Валентѝн Григо̀риевич Распу̀тин (на руски: Валентин Григорьевич Распутин) е руски писател и журналист.

## Биография
Роден е на 15 март 1937 година в Уст Уда, Източен Сибир, в селско семейство. През 1959 година завършва Иркутския държавен университет, след което работи като журналист в Иркутск и Красноярск. Публикува разкази и повести, някои от които са филмирани, и се налага като един от водещите представители на течението на селската проза. През 80-те години е сред критиците на Перестройката, а през следващите години е известен със своите комунистически и националистически възгледи.
Валентин Распутин умира на 14 март 2015 година в Москва.